# Acker Bilk
Bernard Stanley Bilk, detto Acker (Pensford, 28 gennaio 1929 – Bath, 2 novembre 2014), è stato un clarinettista e cantante britannico.

## Biografia
Nato nel Somerset nel 1929, imparò a suonare il clarinetto durante il servizio nazionale per i Royal Engineers sul canale di Suez.
Nel 1951 si trasferì a Londra per suonare con la band di Ken Colyer. In seguito formò un suo gruppo chiamato Bristol Paramount Jazz Band; band che durante una serie di concerti in Germania sviluppò il loro aspetto distintivo, caratterizzato da completi di gilet a righe e cappelli a bombetta.
Di ritorno in patria si stabilì a Plaistow, e la sua band entrò nel circuito del jazz tradizionale londinese e britannico degli anni '50.
Il successo internazionale arrivò nel 1961 con il singolo Stranger on the Shore. Questa canzone giunge infatti al primo posto della classifica statunitense Billboard Hot 100 e Bilk diventa quindi il secondo artista britannico ad avere un singolo nella prima posizione di questa classifica dopo Vera Lynn.
Il suo successo declinò con l'avvento del rock and roll britannico a partire dal 1964; cosicché spostò la sua direzione artistica verso il circuito del cabaret. Registrò tuttavia altri album, come Together (1965) con il musicista danese Bent Fabric e Blue Acker, prodotto da Denis Preston.
Ottenne un nuovo successo nel 1976 con Aria. Negli anni '80 venne nuovamente apprezzato in quanto il brano Stranger on the Shore venne inserito nella colonna sonora del film Sweet Dreams.
Nel 2001 è stato nominato MBE (Membro dell'Ordine dell'Impero Britannico). Ha collaborato con Van Morrison in tre album: Down the Road (2002), What's Wrong with This Picture? (2003) e Born to Sing: No Plan B (2012).
Si è spento a Bath nel 2014, all'età di 85 anni. Dal 1954 era sposato con Jean Hawkins; la coppia ha avuto due figli.

## Discografia parziale
- 1960 - The Seven Ages of Acker
- 1960 - Omnibus
- 1961 - Acker
- 1961 - Golden Treasury of Bilk
- 1961 - The Best of Barber and Bilk (con Chris Barber)
- 1961 - The Best of Barber and Bilk Volume 2 (con Chris Barber)
- 1962 - Stranger on the Shore
- 1962 - The Best of Ball, Barber and Bilk (con Kenny Ball e Chris Barber)
- 1963 - A Taste of Honey
- 1965 - Together (con Bent Fabric)
- 1966 - Mood For Love
- 1966 - Mr Acker Bilk in Paris (with the Leon Young String Chorale)
- 1967 - London Is My Cup of Tea
- 1968 - Blue Acker
- 1976 - The One For Me
- 1977 - Sheer Magic
- 1978 - Evergreen